# ルキウス・マンリウス・トルクァトゥス
ルキウス・マンリウス・トルクァトゥス（ラテン語: Lucius Manlius Torquatus、生没年不明）は紀元前1世紀初期・中期の共和政ローマの政治家・軍人。紀元前65年に執政官（コンスル）を務めた。

## 出自
トルクァトゥスはパトリキ（貴族）のマンリウス氏族の出身である。氏族最初の執政官は紀元前480年のグナエウス・マンリウス・キンキナトゥスで、それ以降執政官を14人輩出している。トルクァトゥス家で最初の執政官は、紀元前347年のティトゥス・マンリウス・インペリオスス・トルクァトゥスで、その後6人が執政官を10回務めた。トルクァトゥスの曽祖父は紀元前165年の執政官ティトゥス・マンリウス・トルクァトゥス である。祖父はプラエノーメン（第一名、個人名）がティトゥスであること以外は分からない。父はルキウスで紀元前98年にクァエストル（財務官）に就任したが、比較的若い頃に死去したと思われる。

## 経歴
歴史学者は、執政官就任年とコルネリウス法（Lex Cornelia de magistratibus）で定められた年齢規定から、トルクァトゥスの生誕年は遅くとも紀元前108年としている。トルクァトゥスはティトゥス・ポンポニウス・アッティクス（紀元前110年生まれ）や小マリウス（紀元前109年生まれ）と共に学んだことが知られている。紀元前80年代のスッラとマリウス派の内戦では、スッラ側として戦った何人かのマンリウス氏族の人間が知られている。紀元前84年から紀元前81年にかけて、前財務官権限でギリシアで貨幣を鋳造していたルキウス・マンリウス、紀元前78年にプロコンスル（前執政官）権限でガリア・ナルボネンシス総督を務め、クィントゥス・セルトリウスに敗れたルキウス・マンリウス、紀元前82年11月のコッリーナ門の戦いで、スッラのそばにいたトルクァトゥスなどである、この内、前財務官とコッリーナ門の戦いの人物が、本記事のトルクァトゥスと同一人物の可能性がある。一方で、前財務官ルキウスが後日ガリア・ナルボネンシス総督となり、本記事のトルクァトゥスとは別人との説もある。
何れにせよ、トルクァトゥスの早期の経歴に関しては明確ではない。コルネリウス法（Lex Cornelia de magistratibus）の規定から、遅くとも紀元前68年にはプラエトル（法務官）に就任したはずである。また、ミレトスで発見されたギリシア語の碑文から、法務官任期完了後に前法務官権限でアシア属州の総督を務めていたことが示唆されている（おそらく紀元前67年）。この説が正しければ、紀元前67年にレガトゥス（副司令官）としてヒスパニアの海賊と戦ったマンリウス・トルクァトゥスは、本記事の人物とは別人ということになる。
紀元前66年末、トルクァトゥスは次期執政官選挙に立候補した。選挙ではプブリウス・アウトロニウス・パエトゥスとプブリウス・コルネリウス・スッラに敗れたが、もう一人の落選者であるルキウス・アウレリウス・コッタと組んで、パエトゥスとスッラを選挙違反で告発した。裁判ではこれが認められ、二人は当選を取り消され、また政治活動も禁止された。再度選挙が行われた結果、コッタとトルクァトゥスが当選した。古代の資料は、この出来事とルキウス・セルギウス・カティリナの最初の陰謀とを関連付けている。また、第一次カティリナの陰謀にはカエサルとクラッススも関与していたとするものもある。これは紀元前65年の1月1日に、コッタとトルクァトゥスを殺害し、権力を掌握するというものであったが、計画が発覚して元老院が両者に護衛をつけたために失敗した。しかし現代の歴史学者の多くは、この話は後に反カエサル派が作ったプロパガンダに過ぎないと考えている。
執政官任期完了後、トルクァトゥスはプロコンスル（前執政官）権限で、マケドニア属州総督となった。紀元前63年には、執政官キケロの提案で、元老院はトルクァトゥスにその軍事的成功を祝してインペラトル（凱旋将軍）の称号を与えた。同年末のカティリナ裁判では、トルクァトゥスは病気であったにもかかわらず、その議論に参加している。紀元前58年には、キケロの追放（カティリナ裁判において、民会の決定を得ずに元老院の決議だけでクーデター共謀者を処刑したことが罪に問われた）を免除するポンペイウスと執政官ルキウス・カルプルニウス・ピソ・カエソニヌスに嘆願したが失敗している。紀元前55年には、マケドニア総督を務めていたピソの行為に関し、元老院に召喚して説明を求めている。トルクァトゥスはその後まもなく死亡したようである。紀元前50年代の終わりまでには、確実に死去していた。

## 知的活動
キケロは『ブルトゥス』の中でトルクァトゥスを著名な弁論家の一人に挙げている。トルクァトゥスは「洗練された演説をした人で、判断力もしっかりしており、全てにおいて洗練されていた」と評価されている。

## 家族
トルクァトゥスは北イタリアのピケヌムの都市であるアスクルムの貴族の娘と結婚した。両者の長男は紀元前49年に法務官に就任している。コルネリウス法では法務官の年齢制限は40歳以上であることから、遅くとも紀元前89年には生まれていたことになる。従って、両者の結婚は紀元前90年以前ということになるが、紀元前89年にアスクルムが同盟市戦争で陥落した直後との説もある。

## 参考資料

### 古代の資料
- カピトリヌスのファスティ
- ルキウス・アンナエウス・フロルス『700年全戦役略記』
- アッピアノス『ローマ史』
- カッシウス・ディオ『ローマ史』
- コルネリウス・ネポス『アッティクス伝』
- ティトゥス・リウィウス『ローマ建国史』
- オロシウス『異教徒に反論する歴史』
- プルタルコス『対比列伝』
- ガイウス・サッルスティウス・クリスプス『カティリーナの陰謀』
- ガイウス・スエトニウス・トランクィッルス『皇帝伝』
- マルクス・トゥッリウス・キケロ『ブルトゥス』
- マルクス・トゥッリウス・キケロ『カティリナ弾劾』
- マルクス・トゥッリウス・キケロ『スッラ弁護』

### 研究書
- Lyubimova O. "The First Conspiracy of Catiline" and Mark Licinius Crassus // Antique World and Archeology. - 2015. - No. 17 . - S. 151-175 .
- Broughton R. Magistrates of the Roman Republic. - New York, 1952. - Vol. II. - P. 558.
- Münzer F. Manlius // Paulys Realencyclopädie der classischen Altertumswissenschaft . - 1942. - Bd. XIV, 1. - Kol. 1149-1153.
- Münzer F. Manlius 29 // Paulys Realencyclopädie der classischen Altertumswissenschaft . - 1942. - Bd. XIV, 1. - Kol. 1159.
- Münzer F. Manlius 30 // Paulys Realencyclopädie der classischen Altertumswissenschaft . - 1942. - Bd. XIV, 1. - Kol. 1159.
- Münzer F. Manlius 69 // Paulys Realencyclopädie der classischen Altertumswissenschaft . - 1942. - Bd. XIV, 1. - Kol. 1192.
- Münzer F. Manlius 79 // Paulys Realencyclopädie der classischen Altertumswissenschaft . - 1942. - Bd. XIV, 1. - Kol. 1199-1203.
- Münzer F. Marius 15 // Paulys Realencyclopädie der classischen Altertumswissenschaft . - 1930. - Bd. XIV, 2. - Kol. 1811-1815.